# Néolithique pastoral de savane
Le Néolithique pastoral de savane (NPS, auparavant appelé culture des bols en pierre) est un faciès culturel correspondant à plusieurs sociétés humaines de la vallée du Grand Rift et des alentours qui émergent durant le néolithique pastoral. Les populations sont des bergers de langue couchitique méridionale ; ils enterrent leurs morts dans des cairns et leur outillage est caractérisé par des bols en pierre, des pilons, des meules et des pots en terre cuite. L'archéologie, la linguistique historique et l'archéogénétique permettent de considérer ces populations comme les premières parlant une des langues afro-asiatiques à s'installer dans la région. La datation des os du bétail et des cairns funéraires permet également de considérer ce complexe culturel comme le plus ancien centre de pastoralisme et de construction en pierre de la région.

## Description
On pense que les populations liées au Néolithique pastoral de savane arrivent dans la vallée du Rift durant la période du Néolithique pastoral (lequel court d'env. 3000 av. J.-C. à 700 apr. J.-C.). Grâce à une série de migrations en provenance de la Corne de l'Afrique, ces premiers pasteurs, parlant une langue couchitique, amènent dans le nord du Kenya du bétail bovin et caprin depuis le Soudan et/ou l'Éthiopie, probablement en utilisant des ânes pour le transport. Selon les datations des artefacts et des squelettes, les premiers « colons » s'installent d'abord dans les basses-terres de ce qui est de nos jours le Kenya entre 5200 avant le présent (AP) et 3300 AP ; cette phase est appelée « Néolithique pastoral de savane des basses-terres »,.
Les fouilles de la zone indiquent que les populations du Néolithique pastoral de savane sont d'abord des éleveurs. Elles se procurent du lait grâce aux bovins et élèvent aussi des chèvres, des moutons et des ânes. Elles enterrent généralement leurs morts dans des cairns. Leur outillage est caractérisé par des lames en pierre, des pots en terre cuite, des bols en pierre, des mortiers et, parfois, des meules. Elles chassent du gibier de moyenne et grande taille dans les plaines et, durant la phase « basses-terres », elles pêchent également dans le lac Turkana.
L'archéologue Sonia Mary Cole, en 1964, consigne que certains pilons et meules extraits des niveaux ocreux sont tachés d'ocre, tandis que ceux des couches carbonisées ne le sont pas. Elle en infère que ces derniers étaient plutôt utilisés pour la mouture des graines. D'autres chercheurs avancent cependant qu'il n'y a pas de preuves archéologiques directes attestant que ces populations cultivaient des céréales ou d'autres plantes domestiquées.
Bien que les informations concernant ce moment de la préhistoire de l'Afrique soient peu abondantes, celles disponibles à ce jour révèlent une série de transformations culturelles durant le Néolithique pastoral de savane, lesquelles semblent avoir été favorisées à la fois par des changements environnementaux et des mouvements de population. Parmi ces changements, on compte l'abandon des bols de pierre vers 1300 AP.
L'ADN fossile d'un os néolithique trouvé sur le site de Luxmanda, en Tanzanie, révèle que le spécimen présente une forte proximité avec les populations de la culture du Néolithique précéramique du Levant, similaire aux populations modernes parlant des langues afro-asiatiques qui habitent la Corne de l'Afrique. Cela suggère que les populations du Néolithique pastoral pourraient avoir parlé une langue couchitique.

## Langue
Avant l'arrivée des populations du NPS, la région est habitée par des chasseurs-cueilleurs Khoïsan, locuteurs de langues du même nom et appartenant à la culture de l'Eburrien.
Les populations du Néolithique pastoral de savane, quant à elles, parlent probablement une langue couchitique méridionale (appartenant à la grande branche des langues afro-asiatiques),. Selon Christopher Ehret, les recherches linguistiques suggèrent que ces populations sont les premières parlant une langue afro-asiatique à s'installer dans la vallée du Grand Rift et aux alentours. Ehret postule que, parmi les idiomes utilisés, se trouvent les langues Tale et Bisha, maintenant éteintes, identifiées sur la base de mots d'emprunt. Des analyses génétiques ont prouvé que ces populations sont aussi celles de l'Elmenteitien. Ces premiers locuteurs couchitiques disparaissent en grande partie après l'expansion bantoue.

## Répartition
Le NPS est initialement circonscrit à des altitudes inférieures à 1 100 mètres dans les basses-terres du nord du Kenya. Il s'étend ensuite, au centre du Kenya et dans le nord de la Tanzanie, à des altitudes supérieures à 1 500 mètres. Ce « Néolithique pastoral de savane des hautes-terres » se trouve principalement sur des zones de savane boisée et sur des pentes douces et bien drainées à des altitudes comprises entre 1 500 et 2 050 mètres.

## Culture matérielle
Les artisans du NPS confectionnent des bols en pierre, caractéristiques, qu'on trouve dans les sites d'habitation et les cairns funéraires.
Le NPS est caractérisé aussi par plusieurs types de poteries ; jusqu'à trois distincts peuvent être trouvés sur un seul site. La poterie de Nderit (anciennement connue sous le nom de « Gumban A ») est due aux premiers éleveurs du bassin du Turkana. La poterie la plus représentative, plus au sud, est la poterie Narosura. Certains chercheurs rangent également dans le groupe NPS d'autres types de poteries, Akira, Maringishu (avec ses motifs en treillis) et celle avec un motif à chevrons.
En termes de traditions funéraires, les peuples du Néolithique pastoral de savane érigent des cairns dans des espaces ouverts, des abris sous roche, des crevasses ou contre des murs. Les morts sont enterrés avec un certain nombre d'objets, bols en pierre et palettes d'ocre typiquement. On trouve, plus occasionnellement, de larges lames en obsidienne. L'arrachage des incisives est attesté mais peu fréquent.